# Максимочкин, Михаил Михайлович
Михаил Михайлович Максимочкин (род. 29 августа 1993 года, Нижний Новгород, Россия) — российский прыгун с трамплина, участник Олимпийских игр 2014 года, чемпион Универсиады.
В Кубке мира Максимочкин дебютировал 24 ноября 2013 года, в январе 2014 год первый раз в карьере попал в десятку лучших в личных соревнованиях на этапе Кубка мира. Всего на сегодняшний момент имеет 9 попаданий в десятку лучших на этапах Кубка мира, из них 8 в командных соревнованиях и 1 в личных.
На Олимпийских играх 2014 года в Сочи занял 30-е место в соревнованиях на нормальном трамплине, став лучшим из россиян, через два дня после этого упал во время тренировочного прыжка, получив ушибы грудной клетки и брюшной полости, вследствие этого не смог принять участие в других дисциплинах прыжкового турнира на Олимпиаде.
За свою карьеру участвовал в Чемпионате Мира, Чемпионате Мира по полётам, Этапах кубка Мира, Олимпийских Играх, Универсиадах и Континетальных кубках.